# Giustino I
Giustino I (Tauresio, 2 febbraio 450 – Costantinopoli, 1º agosto 527) è stato un generale e politico romano, Augusto dell'Impero romano d'Oriente dal 518 fino alla sua morte.
Giustino fece carriera tra i ranghi dell'esercito dell'Impero romano e divenne infine imperatore, nonostante il fatto che fosse analfabeta e avesse quasi settant'anni all'epoca della sua ascesa al trono. Il suo regno è importante perché vide la fondazione di una dinastia, la giustinianea, che comprese il suo eminente nipote Giustiniano I e che portò a leggi che ridussero l'influenza della vecchia nobiltà bizantina.

## Biografia
Giustino nacque nella provincia romana dell'Illirico, da genitori d'umile condizione, nel 450. Da adolescente sfuggì con due compagni ad un'invasione degli Unni e trovò rifugio a Costantinopoli. Giustino ben presto entrò nell'esercito, e per merito delle sue abilità, salì nei ranghi fino al grado di generale e comandante della guardia di palazzo, sotto l'imperatore Anastasio I, dopo quasi cinquant'anni di carriera. Grazie alla sua posizione (era il comandante delle uniche truppe della città) e a doni in denaro, Giustino fu in grado di assicurarsi l'elezione a imperatore nel 518.

### Nomina ad imperatore
L'imperatore Anastasio I Dicoro morì la notte tra l'8 e il 9 luglio 518, lasciando come possibili eredi solo tre nipoti, il più probabile a succedergli era Ipazio, che al momento svolgeva la funzione di magister militum ad Antiochia. La morte venne annunciata immediatamente dai silenziari al magister officiorum Flavio Celere, comandante la schola palatina, nonché a Giustino, al tempo comandante degli excubitores. Il giorno successivo, Celere convocò il Senato, mentre la gente iniziava a riunirsi presso l'Ippodromo di Costantinopoli. Il popolo chiese al Senato di nominare velocemente un nuovo imperatore, ma non emerse alcun favorito. Celere cercò di accelerare le cose e sollecitò i senatori a nominare un successore, prima che la pressione popolare portasse alla nomina di un personaggio non voluto dalla classe aristocratica.
Con Amanzio, praepositius sacri cubiculi, Celere cercò di promuovere l'ascesa al trono di Teocrito, un generale poco conosciuto che considerarono facile da gestire. Per accrescere le loro possibilità, avevano bisogno del sostegno degli Excubitores, ma Giustino non appoggiò Teocrito come imperatore, ma utilizzò in proprio i soldi, che Celere e Amanzio avevano raccolto per favorire l'elezione. Attingendo a fonti d'epoca, lo storico irlandese John Bagnell Bury crede che Giustino abbia abilmente manovrato per apparire come il candidato ideale: suscitando opposizione tra gli excubitores e i soldati della schola palatina, avrebbe spinto il Senato a intervenire per porre fine al blocco ed evitare la nomina di un candidato non supportato dall'élite aristocratica imperiale.
Allo stesso tempo il nome di Giustino fu portato all'attenzione dei senatori, che erano sempre riuniti, e apparve subito come un candidato di compromesso per tutte le varie fazioni senatoriali: Giustino era un convinto cattolico ortodosso, piaceva ai calcedoniani, non aveva figli, quindi probabilmente non avrebbe costituito una dinastia, inoltre aveva già sessantotto anni e avrebbe perciò regnato poco. Inoltre, data la sua origine umile e la sua scarsa conoscenza della politica, tutti pensarono che fosse facilmente controllabile. E così Giustino fu presentato al popolo come nuovo imperatore, acclamato sia dalla fazione dei verdi sia da quella dei blu, che erano stati comprati dal nipote Pietro Sabbazio, il futuro imperatore Giustiniano I, che li aveva pagati con l'oro ricevuto da Amanzio.

### Consolidamento del potere

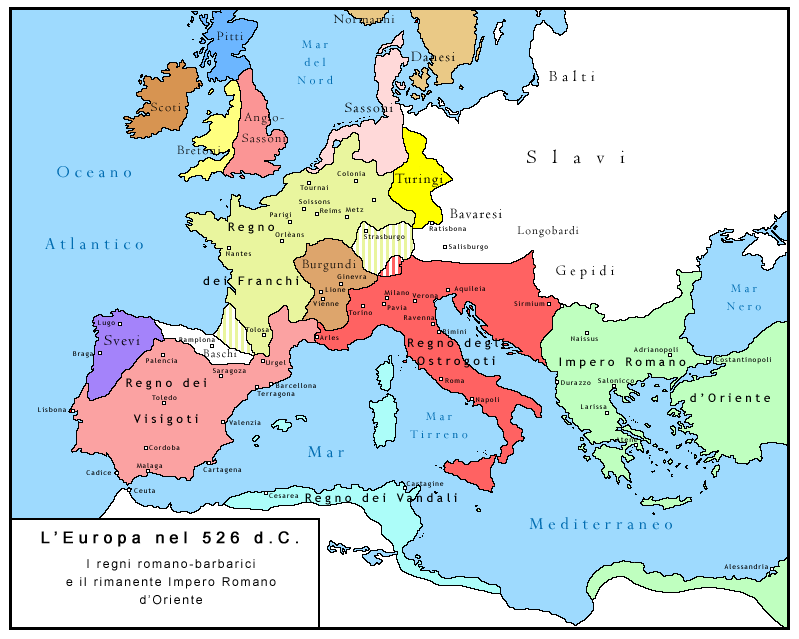
L'Impero bizantino e i regni romano-germanici nel 526

Militare di carriera, con poca conoscenza della conduzione dello stato, Giustino, saggiamente, si circondò di consiglieri fidati. Il più importante di questi fu, naturalmente, suo nipote Flavius Petrus Sabbatius, che egli successivamente avrebbe adottato come suo figlio e a cui avrebbe dato  il nome di Giustiniano. Oggi è comune dire che in questo periodo Giustiniano governò l'impero in nome dello zio, grazie ai resoconti dello storico Procopio, ma esistono molte prove del contrario. Fu certamente per iniziativa di Giustino se nel 521 furono destituiti alcuni funzionari della Zecca di Costantinopoli accusati di malversazione. Giustiniano non venne nominato come successore se non a meno di un anno dalla morte di Giustino.
La prima priorità per Giustino e i suoi collaboratori, in particolare Giustiniano, fu quella di rafforzare il  trono, dato il contesto della sua ascesa al potere. Uno dei suoi primi atti da imperatore fu quello di far giustiziare l'eunuco Amanzio, che lo aveva coinvolto nel tentato progetto per la nomina ad imperatore di Teocrito. Anzi, Amanzio si oppose a Giustino e al suo desiderio di tornare al Concilio di Calcedonia. Fin dai primi giorni dopo la sua intronizzazione, Amanzio lo denunciò pubblicamente, ma non riuscì ad ottenere il sostegno popolare a suo favore. Fu infine arrestato e messo a morte con altri cospiratori, tra cui Teocrito.
Un'altra minaccia per Giustino fu costituita da Vitaliano, il generale che si era ribellato in precedenza contro Anastasio e contro cui Giustiniano aveva combattuto sotto il comando di Marino. Vitaliano era ancora popolare in una considerevole parte della popolazione, perché rimaneva il principale rappresentante del partito a favore del ritorno ai dogmi del Concilio di Calcedonia e della riconciliazione con il papato. All'inizio Giustino tentò la carta della riconciliazione, ricordando a Vitaliano e ai suoi sostenitori che loro erano stati condannati all'esilio. L'incontro tra i due uomini, con la presenza di Giustiniano, si svolse durante una cerimonia religiosa a Calcedonia. Si giurarono lealtà e promisero di non fare nulla l'uno contro l'altro. Da allora in poi Vitaliano tornò a Costantinopoli e ottenne rapidamente importanti comandi: divenne comandante delle milizie praesentalis, cioè guidò le truppe che presidiavano la capitale.
A questo punto Vitaliano divenne una delle figure principali della nuova amministrazione imperiale assieme a Giustiniano  e divenne anche un potenziale successore di Giustino, soprattutto perché aveva un forte sostegno da importanti personaggi, tra cui il Papa. La sua nomina al consolato nel 520 fu accompagnata da importanti celebrazioni in suo onore, ma provocò anche disordini urbani causati dalle fazioni. Una ipotesi avanzata dallo storico Vasilyev ritiene che queste manifestazioni simboleggiassero la crescente popolarità di Vitaliano e il rischio di una rivolta che lo avrebbe portato al potere. Comunque, il potere di Vitaliano era reale e rappresentava una minaccia innegabile per il potere di Giustino e, di conseguenza, per il presente e per il futuro di Giustiniano. Il suo assassinio, avvenuto pochi mesi dopo, lascia poco spazio ai dubbi sugli istigatori, anche se non è certo che Giustino e Giustiniano abbiano collaborato per pianificare questa soppressione. L'assassinio non comportò particolari rivolte o proteste nella popolazione, dimostrando che la legittimità di Giustino era solida. Tra i molti consiglieri di Giustino, Giustiniano appare sempre più come il secondo personaggio dell'Impero, anche se altre personalità come Proclo, questore del Palazzo, iniziarono ad avere un posto di rilievo.

### Politica interna

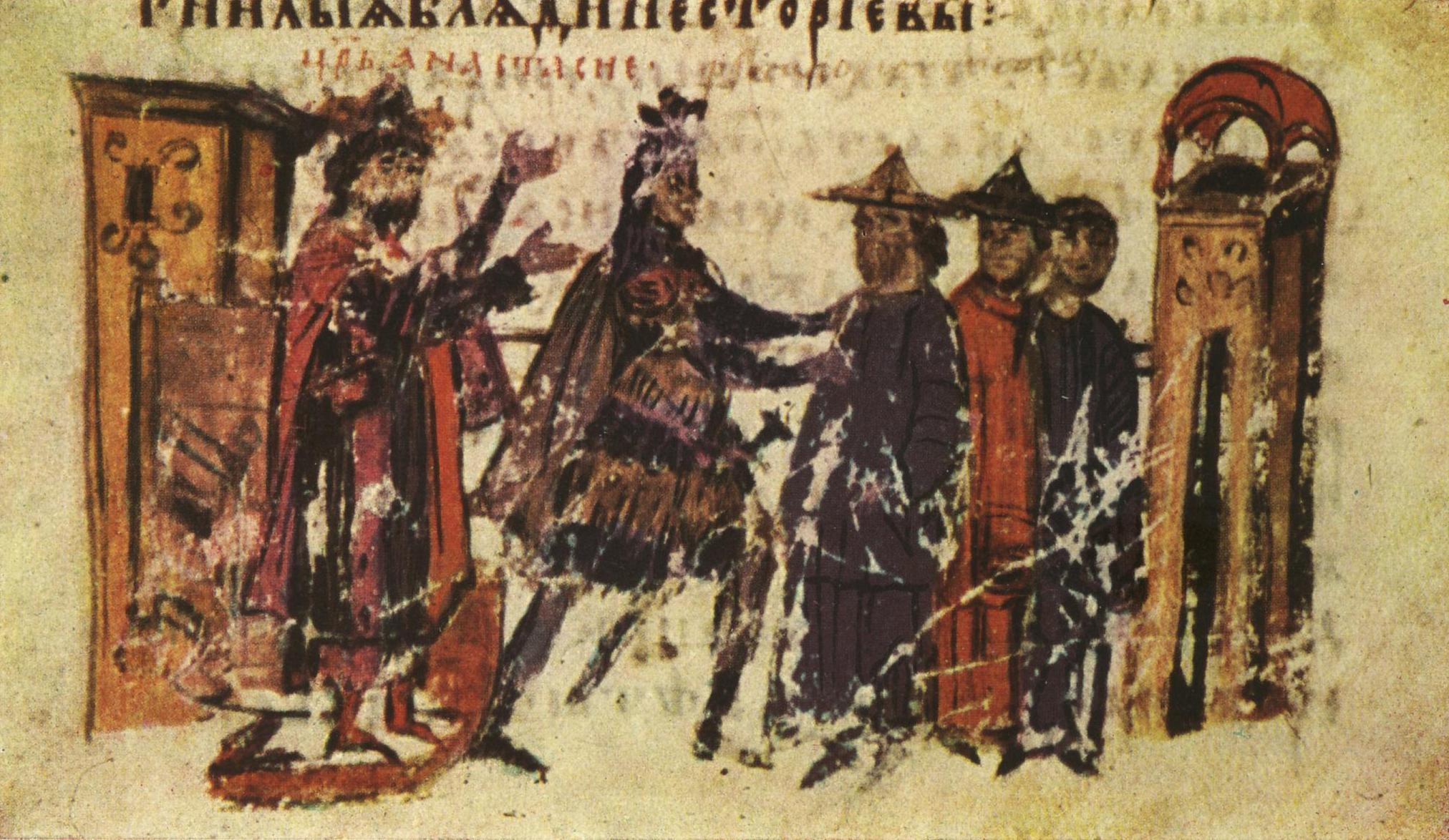
Le persecuzioni degli eretici durante il regno di Giustino I

Nel 525, Giustino abrogò una legge che in pratica proibiva ai membri della classe senatoria di sposare una donna di classe sociale inferiore, comprese le attrici di teatro, che all'epoca erano considerate scandalose. Questo editto permise a Giustiniano di sposare Teodora, una ex attrice di mimo (secondo Procopio di Cesarea), e alla fine risultò in un grosso colpo assestato alla vecchia distinzione in classi della corte imperiale.
Dal punto di vista delle lotte religiose, che tanto influenzavano la vita politica e sociale dell'Europa, una sua dura persecuzione contro ariani e monofisiti, causò le ire di Teodorico, seguace dell'arianesimo, che iniziò una dura persecuzione contro i cristiani del credo niceno-efesino (cattolici) nei territori italiani controllati dagli Ostrogoti. Gli ultimi anni del suo regno vennero segnati dalla lotta dell'impero con gli Ostrogoti e i Persiani. Nel 526, la salute di Giustino iniziò a declinare ed egli nominò formalmente Giustiniano come co-imperatore e suo successore il 1º aprile 527. Il 1º agosto dello stesso anno, Giustino morì e gli succedette Giustiniano.
La città di Anazarbo venne ribattezzata Giustinopoli in suo onore nel 525.